# 韓慶堂
韓慶堂（1900年—1976年），中國山東省即墨县（今青岛市即墨区）人，民國時期著名武術家，台灣現代武術的推廣者。為中央國術館首期教授班第一名結業，人稱「武狀元」，其一生精嫻北少林長拳武技及各項點、打、摔、拿功夫。尤以擒拿術著稱於世，有「千手擒拿」之美譽。
韓慶堂前後在警界擔任國術教職約三十餘年，也是正式將北少林長拳武藝引進台灣，大力傳授並將國術推廣至校園之先驅，對於當代傳統武術之傳承與推廣，甚具貢獻。也因此，武術界對於韓慶堂宗師生平武藝傳承系統，稱之「韓門」。

## 生平
韓慶堂自幼好武，少年離家至青島市做工時，得旅居青島之少林門拳師孫茂林傳授武藝，因其引廌，又隨姜本河學習北派長拳。1917年，馬良創立山東武術傳習所，韓慶堂拜入所內教習常秉章門下學習梁山功夫，兼習埋伏拳與摔跤。傳習所解散後，進入曹錕苗刀營，習得苗刀。後至杭州吳山授藝，並於辛亥革命元老黃元秀家中與劉百川、楊澄甫、褚桂亭....等眾多武術名家武術交流。
1928年，進入南京中央國術館首期教授班，在此期間，除了精研少林武術，也隨楊澄甫學習太極拳與推手，更投入李景林門下，學習武當劍法、太極拳與內功要訣。1929年，在浙江國術遊藝會中全國擂台賽，取得最優等第七名的成績。1930年，以首期教授班第一名的成績自中央國術館畢業，隨即被浙江國術館聘為教習，同窗譽之為「武狀元」。他精通少林拳、鐵砂掌、擒拿、摔角，也擅長青萍劍、苗刀、楊家槍、等各式兵械。
1
934年，韓慶堂至浙江警察學校擔任教官。在杭任教期間，其主要弟子爲何長海、蔣玉堃、蔣慧嫻、王志華等。
1947年，隨國民政府撤退至台灣，在中央警官學校及台灣省警察學校擔任技術教官。1953年，韓慶堂提出：國術若想提高格調，首先勢必要向下扎根，因此陸續在「台灣大學」、「建國中學」、「政治大學」、「台北商專」、「台北工專」……等學校成立了「國術社團」，當時為台灣首位將國術推展至大專院校之重大功臣，之後韓慶堂的弟子們，亦陸續成立了「成功中學」、「中興法商學院」、「中正高中」、「師範學院」、「文化大學」……等學校之國術社團，之後各門各派亦陸續推展進校園，據老輩所云，當時光成功中學國術社的社員就有將近百人，可見當時練武之盛況。
韓慶堂在台期間曾與范之孝兩人演示三才對劍，獲天地雙劍之美譽。並組國術勞軍團於澎湖、金門、馬祖、東引、烏坵……等外島前線做勞軍演出。
晚年受聘到菲律賓教授馬可仕總統保安大隊時，於交際應酬時過度勞累而引發中風。1976年在台灣過世。

## 家庭
韓慶堂底下總共有樹英、樹美、樹龍、樹駿、樹法五子與玲玲、寶玲、珍玲三女，子女中除寶玲不習武外，其餘均有學習韓門武藝，當中又以玲玲、樹英、樹美三人為最，並且協助韓慶堂本身在警察學校與大專社團等地教授武術，長子樹英除繼承家學外，更受託入七星螳螂拳宗師王松亭門下，成為王松亭之關門弟子。其女韓玲玲則與丈夫梁紀慈（八極拳宗師劉雲樵之開門弟子）移民至美國定居並開設健雄國術館傳授韓氏與劉氏武藝。第三代中僅有樹美之子基祥習藝，現於新北市板橋區開設韓門武集功夫學苑，為了尋根完備家學，韓基祥不惜千里尋跡走訪兩岸，得山東青島常門（韓慶堂山東之師門）與浙江杭州何門（韓慶堂杭州門徒）全力支持，武藝相授。

## 弟子
韓門弟子眾多，杭州著名弟子有蔣玉堃、何長海、王子華、蔣慧嫻……等人。台灣弟子著名者包括，董玉珍（歌星余天之丈母娘）、傅松南、李茂清、蒼劍秋、馬作起、馬學斌、陳允、徐紀、梁紀慈、鄭金濟、于濟長、汪調源等人。前三期弟子中，又以沈茂惠、姜長根、唐克杰、王建緒、孟憲民五人，因參與國術勞軍團表演精彩，有韓門五虎之稱號。

## 武術傳承
韓慶堂的武藝在台灣影響層面深遠，其少林武術傳承系統後人統稱北少林長拳，但因韓慶堂生平傳承武藝中除了北少林體系外，尚有太極、形意、八卦，並強調習武須內外兼修，體用兼備，因此後人稱其武學體系為韓門武藝。在台灣例如筋藝搏擊協會、北少林長拳武術推廣協會與長洪武術……等均是其門下開枝散葉的武學系統，但是韓慶堂本身嫡親後人傳承該本系統甚少。目前僅餘韓慶堂次子韓樹美之子韓基祥承襲家學。2006年韓氏第三代韓基祥，延續祖父韓慶堂宗師所編創的「滿江紅劍」概念，將「國學詩詞」與「中華武藝」的文、武元素做結合，獨創出非常適合幼兒與初學者學習的國學武藝教材──唐詩拳法。韓基祥並於2007年創韓門武集功夫學苑，後又陸續成立韓門表演藝術團、中華國學武藝協會、台灣武術傳習所與韓慶堂宗師紀念館。並出版著作-千手擒拿韓慶堂，記錄了韓慶堂宗師的傳奇一生；所記載的內容成為兩岸武術家研究中國近代武術史的重要依據。
由於韓慶堂出自中央國術館，因此其門下武藝之拳種分類仍採當年中央國術館初期之通俗分類。
韓門武藝分類:
1. 少林:潭腿、連步拳、功力拳、二路埋伏、一路埋伏、十字趟、砲拳、查拳、四路奔打、太祖長拳
2. 武當:形意（龍、虎、獅、豹、象）、形意連環、八卦掌、108式太極拳
3. 器械:

棍：少林棍、群羊棍、行者棒、
苗刀：四路苗刀、
刀：七星刀、八卦刀、雙刀、
劍：三才劍、崑吾劍、戚門劍、七星劍、青萍劍、雙劍、
槍、長兵：少林槍、楊家槍、六合槍、梨花槍、春秋大刀
其餘兵器：雙手帶、扑刀、月牙鏟、七節鞭、三節棍、繩鏢、雙鉤、
1. 對練:小五手、散手對打、擒拿對打、苗刀對劈、三才對劍、行者對棍、兩刀互咬、六合對槍、單刀對槍、大刀對槍